# Jourgnac
Jourgnac – miejscowość i gmina we Francji, w regionie Nowa Akwitania, w departamencie Haute-Vienne.
Według danych na rok 1990 gminę zamieszkiwało 708 osób, a gęstość zaludnienia wynosiła 49 osób/km² (wśród 747 gmin Limousin Jourgnac plasuje się na 185. miejscu pod względem liczby ludności, natomiast pod względem powierzchni na miejscu 457.).

## Populacja

Populacja Jourgnac w latach 1962–2008